# 摩訶槃羅悅
摩訶槃羅悅（梵語： Mahā Saya，？—1460年）是占城第十五王朝的建立者，1458年至1460年在位。「摩訶槃羅悅」是其在《明史》中的名字，在《大越史記全書》中被稱為「槃羅茶悅」（越南语：／）。
1458年（天順二年），占城王摩訶貴由被殺，摩訶槃羅悅自立為王，並遣使赴明朝朝貢。
1460年（天順四年），摩訶槃羅悅再次遣使朝貢，占城使節自正使以下賜紗帽及金銀角帶有差。使者將越南多次興兵侵犯占城的事訴之於明英宗，明英宗下詔越南，令其不得再侵犯占城。同年九月病逝，弟槃羅茶全繼位。

## 腳註
1. ↑  值得一提的是，《明史》中也有一位名叫「槃羅茶悅」的占婆國王，在《大越史記全書》中被稱為「槃羅茶遂」，但與此人不是同一個人。

| 摩訶槃羅悅                     |                                  |                 |
| 無 原因：第十五王朝建立        | 占婆第十五王朝君主 1458年—1460年 | 繼任： 槃羅茶全 |
| 前任： 摩訶貴由 （第十四王朝） | 占婆國王 1458年—1460年           | 繼任： 槃羅茶全 |